# Вакцина Moderna против COVID-19

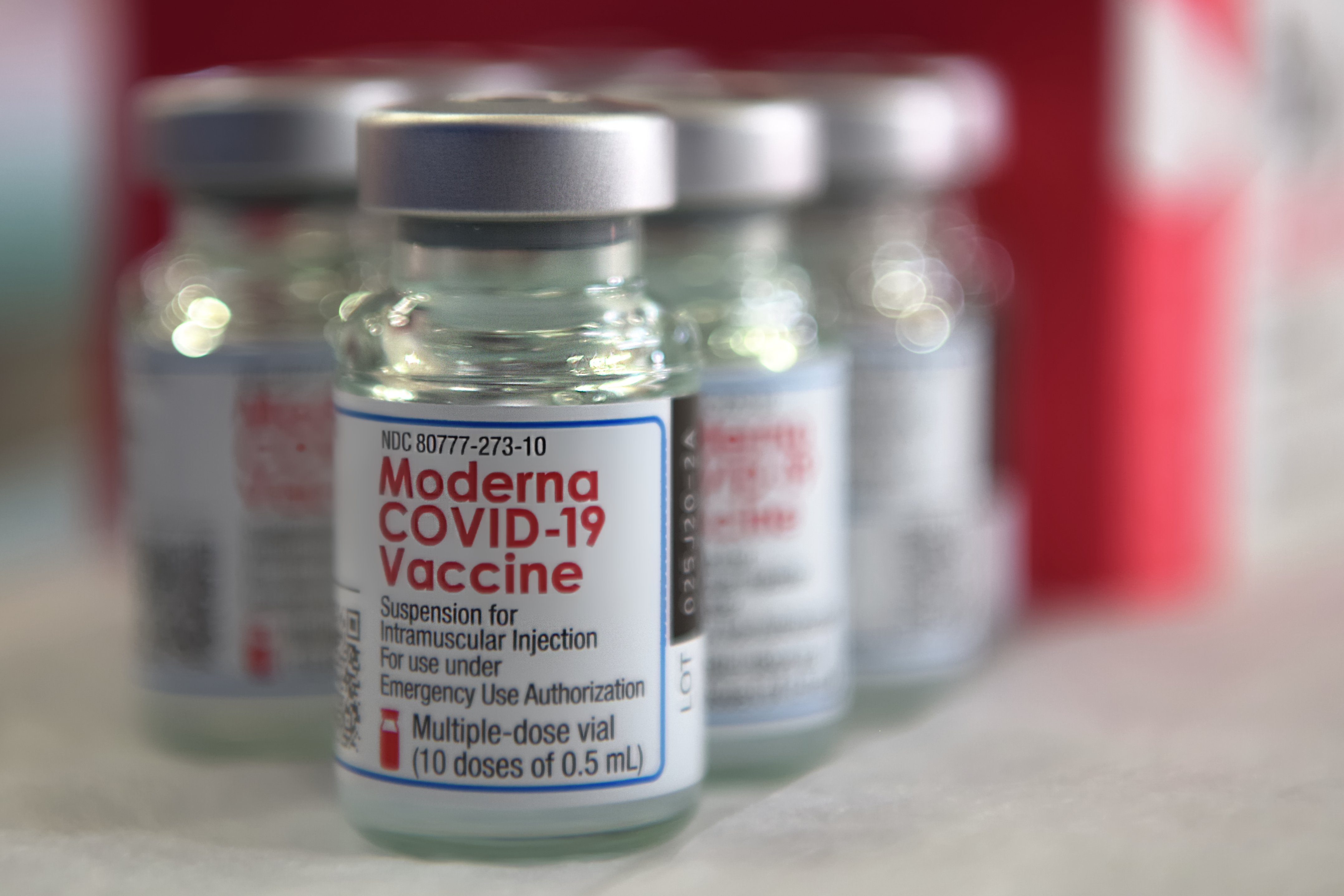
Флаконы с вакциной

Вакцина Moderna против COVID-19 (mRNA-1273) — вакцина против COVID-19, разработанная компанией Moderna.
18 декабря 2020 года Управление по санитарному надзору за качеством пищевых продуктов и медикаментов США (FDA) выдало разрешение на экстренное использование вакцины мРНК-1273.
23 декабря 2020 года Министерство здравоохранения Канады разрешило использовать вакцину.

## История создания
В январе 2020 года Moderna объявила о разработке РНК-вакцины против вируса SARS-CoV-2, названной мРНК-1273. Технология Moderna представляет собой модифицированное нуклеозидом соединение РНК-мессенджера (modRNA), названное мРНК-1273, которое индуцирует иммунитет к SARS-CoV-2 путём кодирования стабилизированного спайк-белка, присутствующего на поверхности частиц SARS-CoV-2.
Для исследования и разработки вакцины использовалась клеточная линия HEK 293, полученная из абортированного человеческого эмбриона.
В марте 2020 года в партнёрстве с Национальным институтом аллергии и инфекционных заболеваний США началась фаза I испытания мРНК-1273 на людях. В апреле Управление перспективных биомедицинских исследований и разработок США (BARDA) выделило до 483 миллионов долларов на разработку вакцины Moderna. Планы проведения фазы II исследования дозирования и эффективности, которые должны начаться в мае, были одобрены FDA. Moderna подписала соглашение о партнёрстве со швейцарским производителем вакцин Lonza Group на поставку 300 миллионов доз в год.
25 мая 2020 года Moderna начала клиническое испытание фазы IIa с привлечением 600 взрослых участников для оценки безопасности и различий в ответе антител на две дозы своей вакцины-кандидата, мРНК-1273, исследование, которое ожидается завершить в 2021 году.

### Исследования III фазы
Moderna и Национальный институт аллергии и инфекционных заболеваний начали 27 июля в США испытание фазы III. 30 000 добровольцев были распределены в две группы: одна группа получала две дозы 100 мкг мРНК-1273, другая — плацебо: 0,9 % раствор хлорида натрия. По состоянию на 7 августа в исследовании приняли участие более 4500 добровольцев.
16 ноября 2020 года Moderna обнародовала предварительные данные клинического исследования фазы III, свидетельствующие об эффективности 94 % в предотвращении заражения COVID-19. Побочные эффекты включали гриппоподобные симптомы, такие как боль в месте инъекции, усталость, боль в мышцах и головная боль. Результаты Moderna не были окончательными — так как испытание будет продолжено до конца 2022 года. 15 ноября 2020 года Национальный институт здравоохранения США объявил, что общие результаты испытаний были положительными.
30 декабря 2020 года результаты испытаний были опубликованы в рецензируемом журнале New England Journal of Medicine. Эффективность вакцины в слепом РКИ составила 94,1 %. Для людей старше 65 она составила 86,4 %. Серьёзные побочные эффекты одинаково редко наблюдались среди привитых и непривитых.
В мае 2021 года Всемирный конгресс вакцин признал препарат производства компании Moderna лучшим среди вакцин от коронавируса.

## Дальнейшие исследования

### Эффективность в реальных условиях
Проспективное исследование 3950 медицинских работников из США показало, что эффективность двух доз мРНК-вакцин против как симптоматической, так и бессимптомной инфекции равна 90 %.

### Эффективность против новых штаммов вируса
Препринт канадского исследования показывает 92 % эффективность двух доз вакцины против Альфа штамма, 77 % эффективность одной дозы против Бета и Гамма штаммов, 72 % эффективность одной дозы против Дельта штамма. По данным ещё одного препринта, эффективность двух доз вакцины сократилась до 76 % из-за распространения Дельта штамма.

### Эффективность среди пожилых людей
В исследовании из США мРНК-вакцины снизили риск госпитализации среди людей старше 65 лет на 94 %.

### Эффективность среди подростков
В относительно небольшом РКИ на подростках вакцина показала 100 % эффективность и высокую безопасность. Серьёзных побочных эффектов ни в одной из групп отмечено не было.
В Финляндии решили прекратить применение препарата Moderna для вакцинации от коронавируса мужчин моложе 30 лет из-за повышенного риска развития миокардита.

### Длительность действия
По данным об активности антител у 33 привитых Moderna, она остаётся высокой в течение 6 месяцев.

## Побочные эффекты
По данным ВОЗ, побочные эффекты отмечаются у 24 % вакцинированных.
Наиболее распространённые побочные эффекты:
- Боль на месте инъекции (92 %)
- Слабость (70 %)
- Головная боль (65 %)
- Боль в мышцах (62 %)
- Боль в суставах (46 %)
- Озноб (45 %)
- Тошнота и рвота (23 %)
- Лихорадка (15 %)

Сообщаются случаи развития миокардита и перикардита у лиц молодого возраста, преимущественно мужчин, после введения второй дозы вакцины. Однако во всех случаях больные выздоровели и были выписаны домой.
В октябре 2021 года власти Исландии приняли решение временно приостановить использование препарата Moderna для вакцинации от коронавируса. Со слов главного эпидемиолога страны, вакцина Moderna не будет использоваться в стране до тех пор, пока не будет собрана дополнительная информация о её безопасности.